# جوش بولتون
جوش بولتون (بالإنجليزية: Josh Bolton)‏ (26 مايو 1984 في الولايات المتحدة - ) هو لاعب كرة قدم أمريكي في مركز الوسط. لعب مع تشارلستون بيتري وRochester Rhinos ‏ وWilmington Hammerheads FC ‏ وAlbany BWP Highlanders ‏ وأتلانتا سيلفرباكس ونادي بان.

## وصلات خارجية
- جوش بولتون على موقع قاعدة بيانات كرة القدم.إي يو (الإنجليزية)